# 萨巴赫·萨吉尔
萨巴赫·萨吉尔（阿拉伯语：‎；2000年9月27日—），摩洛哥女子职业足球运动员，司职中场，目前效力于巴塞尔足球俱乐部和摩洛哥国家女子足球队。她曾代表摩洛哥参加2022年非洲女子世界杯和2023年国际足联女子世界杯等多场国际赛事。